# Sànoe Lake
Sànoe Lake (* 19. Mai 1979 in Kauaʻi, Hawaii) ist eine US-amerikanische Schauspielerin, Surferin und ein Model mit hawaiischen, japanischen, chinesischen, englischen, schottischen, irischen und deutschen Wurzeln.

## Leben und Karriere
Lakes Eltern brachten ihr im Alter von fünf Jahren das Surfen bei. Ihr hawaiischer Name „Sànoe“ bedeutet „Nebel der Berge“.
Bekannt wurde Lake durch ihre Rolle der Lena im Surf-Film Blue Crush (2002). Zudem agierte sie beispielsweise im Filmdrama Rolling (2007) sowie 2008 im Film Half-Life.
Lake ist mit ihrem Landsmann Michael Sterling Eaton verheiratet.

## Filmografie (Auswahl)
- 2002: Blue Crush
- 2005: Cruel World
- 2007: Rolling
- 2008: Half-Life
- 2009: Creature of Darkness